# Franchimont
Pour les articles homonymes, voir Franchimont (homonymie).
Franchimont (en wallon Frantchîmont) est une section de la ville belge de Philippeville située en Wallonie dans la province de Namur. Le sobriquet des habitants est les « Djins ».
C'était une commune à part entière avant la fusion des communes de 1977.

## Géographie
C'est une petite localité agricole bornée au nord par Florennes, à l’est par Surice, au sud par Merlemont et à l’ouest par Villers-le-Gambon. Ruisseau formé de la réunion de plusieurs sources : le ruisseau de Franchimont ou Chinelle.

## Évolution démographique
- Source: DGS, 1831 à 1970=recensements population, 1976= habitants au 31 décembre

## Histoire
On a retrouvé des vestiges préhistoriques (silex taillés, marchets), romains (tombes et oratoires chrétiens) et mérovingiens.
Dans la Vita Hadelini (Vie de saint Hadelin) datée du Xe siècle, donc trois siècles après sa mort, on apprend que l’évêque de Liège lui a donné les revenus de la villa de Franchimont et que le saint a fait jaillir une source dans le village lors d’une sécheresse exceptionnelle. Il s’agit de la fontaine Saint-Hadelin. La localité, qui appartenait à l’église de Liège, passe au domaine du monastère de Celles (transformé en chapitre, ce dernier sera transféré à Visé). Des difficultés surgissent entre le seigneur de Florennes et le doyen du chapitre de Visé; ce dernier l’emporte. Néanmoins, au XVe siècle, les habitants du village sont encore tenus au service de la garde du château de Florennes.
En 1299, Robert de Franchimont, curé de Sart-en-Fagne fonde un autel dans l’église, suivi en cela deux ans plus tard par son frère; la dîme appartient aux chanoines de Visé.
Une contestation s’élève au XVe siècle entre les chanoines et les habitants au sujet des droits d’usage sur les taillis. Franchimont souffre à la fin du XVIe et pendant tout le XVIIe siècle — comme tous les villages de la région — des guerres incessantes. En 1830, la population s’élève à 234 habitants répartis dans 89 maisons et 3 fermes. Un moulin à farine et un moulin à scier le marbre, mus par l’eau. On y extrait le marbre rouge veiné de blanc et de bleu. On y élève des moutons.
En août 1914, les troupes allemandes tuent 4 personnes et incendient 52 maisons sur les 83 que compte la commune.

## Patrimoine et culture

### Patrimoine architectural
- Eglise Saint-Martin. Construite en 1875 et d'inspiration mosan[3].
- Ferme de la Scierie, rue de la Chinelle. Ancienne scierie de marbre datée de 1763, et qui a cessé ses activités en 1908. Située en contrebas à l'est de carrières de marbres, au creux de la vallée de la Chinelle[3].
- Ancien moulin et scierie de marbre, rue de la Chinelle. Construite au XVIIIe siècle, située à l'écart du village dans la vallée de la Chinelle[4].

### Culture
Un carnaval y est organisé le 2e samedi du mois de mars.

## Sport et vie associative

### Sport
Site de la course de motos, les 12 heures de la Chinelle, on y trouve également la carrière de Rochefontaine équipée pour la plongée sous-marine.